# ЛГБТ+
ЛГБТ+ (ел-џи-би-ти-плус или ел-ге-бе-те-плус) је иницијализам који покрива различите нехетеросексуалне оријентације и нецисродне идентитете у говору. Иницијализам се може односити на било коју особу која није хетеросексуална или цисродна, а не само на особе хомосексуалне, бисексуалне и трансродне оријентације. Варијација ЛГБТ употребљава се од деведесетих година 20. века. Уз своје варијанте функционише као кровни термин за више сексуалних оријентација и родних идентитета. Појам ЛГБТ+ је адаптација иницијализма ЛГБТ, који је по себи адаптација иницијализма ЛГБ. Термин ЛГБ је почео замењивати термин „геј” како би обухватио више чланова ЛГБТ+ заједнице почев од средине осамдесетих година. Краћи термин ЛГБ се и даље употребљава онда када се из разговора искључују трансродне особе, често од стране анти-транс активиста. Ради истицања те свеобухватности варијанта ЛГБТК садржи слово К за оне који се идентификују као квир или испитују свој сексуални или родни идентитет.
Дужи акроними су изазвали критике због њихове дужине, који се понекад називају „alphabet soup“ (прев. супа од слова).

## Етимологија и значење
ЛГБТ+ (ел-џи-би-ти-плус) као иницијализам покрива различите нехетеросексуалне оријентације и нецисродне идентитете.
Појам ЛГБТ+ је адаптација иницијализма ЛГБТ, који је по себи адаптација иницијализма ЛГБ. Термин ЛГБ је почео замењивати термин геј како би обухватио више чланова ЛГБТ+ заједнице почев од средине осамдесетих година. Краћи термин ЛГБ се и даље употребљава онда када се из разговора искључују трансродне особе.
Иницијализам се може односити на било коју особу која није хетеросексуална или цисродна, а не само на особе хомосексуалне, бисексуалне и трансродне оријентације. Ради истицања те свеобухватности варијанта ЛГБТК садржи слово К за оне који се идентификују као квир или испитују свој сексуални или родни идентитет.

## Историја појма
Варијација ЛГБТ употребљава се од деведесетих година 20. века. Уз своје варијанте функционише као кровни термин за више сексуалних оријентација и родних идентитета.
Пре сексуалне револуције 1960-их, западне културе нису имале изразе који нису били пејоративи да опишу људе који се не уклапају у норме родних и сексуалних идентитета. Неке друге културе су успеле да развију не-пејоративне изразе, као што је израз дводушност у староседелачким културама Северне Америке. Најближе што се томе дошло је био концепт трећег пола, који је потекао из сексологије 1860-их, као и разних Хинду текстова, али никад није ушао у свакодневни говор.
Почетком 1950-их у САД, геј магазини, организације и клубови су почели да користе термин хомофил како би истакли да у хомосексуалним везама постоји љубав, а у првој половини 20. века се појављује и реч лезбијка. Реч хомофил је коришћена у позитивном смислу у западноевропским земљама и САД током 1950-их, 60-их и 70-их, када престаје да се користи и замењују је речи геј и хомосексуалац.
Први широко коришћени израз, хомосексуалац, који се сада користи првенствено у научном контексту, некад је носио негативне конотације. Геј је постао популаран термин током 1970-их у САД.
Како су лезбијке све више улазиле у пажњу јавности, фраза „геј и лезбијка" користила се све чешће. Спор око тога да ли примарни фокус њихових политичких циљева треба да буде феминизам или права хомосексуалаца довео је до распуштања неких лезбијских организација, укључујући Кћери Билитиса, коју су основали Дел Мартин и Филис Лајон, али се расформирала 1970. због спорова око тога који циљ треба да има предност. Како је једнакост била приоритет за лезбијске феминисткиње, диспаритет улога између мушкараца и жена или бутцх и фемме сматран је патријархалним. Лезбијске феминисткиње су избегавале игру родних улога која је била распрострањена у баровима, као и перципирани шовинизам геј мушкараца; многе лезбијске феминисткиње су одбиле да раде са геј мушкарцима или да се прихвате њихових циљева.
Лезбијке које су имале есенцијалистички став, да су рођене као хомосексуалци и користиле дескриптор „лезбијка“ да дефинишу сексуалну привлачност, често су сматрале да су сепаратистичка мишљења лезбијки-феминисткиња штетна за права хомосексуалаца. Бисексуалне и трансродне особе су такође тражиле признање као легитимне категорије унутар шире мањинске заједнице.
После промена након Стоунволске побуне 1969. године у Њујорку, касних 1970-их и раних 1980-их, неки гејеви и лезбијке су мање прихватали бисексуалне или трансродне особе. Критичари кажу да трансродне особе глуме стереотипе и да су бисексуалци једноставно геј мушкарци или лезбијке који се плаше да изађу и буду искрени у вези са својим идентитетом. Свака заједница унутар шире ЛГБТ заједнице се борила да развије сопствени идентитет, укључујући да ли треба и ако да, како да се усклади са другим родним и заједницама заснованим на сексуалним оријентацијама, понекад искључујући друге подгрупе; ови сукоби трају до данас. ЛГБТК активисти и уметници креирали су постере како би подигли свест о овом питању од почетка покрета.
Отприлике 1988. године, активисти су почели да користе иницијализам ЛГБТ у Сједињеним Државама. Тек 1990-их унутар покрета, геј, лезбијке, бисексуалне и трансродне особе су стекле једнако поштовање. Ово је подстакло неке организације да усвоје нова имена, као што је ГЛБТ историјско друштво урадило 1999. Иако је ЛГБТ заједница прошла кроз много контроверзи у вези са универзалним прихватањем различитих група чланова (посебно бисексуалне и трансродне особе су понекад биле маргинализоване од стране шире ЛГБТ заједнице), термин ЛГБТ је био и остао позитиван симбол инклузије.
Упркос чињеници да иницијализам ЛГБТ номинално не обухвата све појединце у мањим заједницама (погледајте варијанте у наставку чланка), термин је опште прихваћен да укључује оне који нису посебно идентификовани у њему. Употреба термина ЛГБТ је током времена у великој мери помогла у довођењу иначе маргинализованих појединаца у једну ширу заједницу. Трансродна глумица Кендис Кејн је 2009. године описала ЛГБТ заједницу као „последњу велику мањину", напомињући „да још увек можемо бити отворено узнемиравани" и „да нас прозивају на телевизији".
У 2016. години, ГЛААД-ов (срп. Геј и лезбијски савез против клевете, данас познат само по скраћеници GLAAD) референтни водич за медије наводи да је ЛГБТК преферирани иницијализам, будући да више укључује млађе чланове заједница којима је квир преферирана етикета. Међутим, неки људи сматрају квир погрдним изразом који потиче из  говора мржње и одбацују га, посебно међу старијим члановима заједнице.
Британски YouGov је анкетирањем 969 квир Британаца у мају и јуну 2023. године дошао до података да 42% испитаних користи термине ЛГБТК и ЛГБТК+, 29% користи ЛГБТ и ЛГБТ+, док 13% користи ЛГБТКИА и ЛГБТКИА+. Међу особама између 16 и 24 године, ЛГБТК+ је термин који користи 41% испитаних.
| Термин   | Засебни проценти | Груписани проценти |
| -------- | ---------------- | ------------------ |
| ЛГБТК+   | 29%              | 42%                |
| ЛГБТК    | 13%              | 42%                |
| ЛГБТ+    | 21%              | 29%                |
| ЛГБТ     | 8%               | 29%                |
| ЛГБТКИА+ | 11%              | 13%                |
| ЛГБТКИА  | 2%               | 13%                |
| ЛГБ      | 3%               |                    |
| ЛГБТКИ+  | 2%               |                    |
| ЛГБТКА+  | <1%              |                    |
| ЛГБКТ+   | <1%              |                    |
| ЛГБТКИ   | <1%              |                    |
| ЛГБТКА   | <1%              |                    |
| Остали   | 1%               |                    |
| Квир     | <1%              |                    |

## Варијанте иницијализма
Постоје многе варијанте, као и варијације које мењају редослед слова, укључујући ЛГБТ+.
Постоје и друге уобичајене варијанте, као што су ЛГБТКИА (енгл. LGBTQIA), са „А” које означава асексуалност, аромантичност или ародност, и ЛГБТКИА+, где „+“ представља оне који су део заједнице, али које иницијализам ЛГБТК не обухвата тачно или не одражава њихов идентитет.
Дужи акроними су изазвали критике због њихове дужине, који се понекад називају „alphabet soup“ (илити супа од слова).
Иако су идентични по значењу, ЛГБТ може имати више феминистичку конотацију од ГЛБТ-а јер ставља „Л“ (за „лезбијку“) на прво место. ЛГБТ такође може укључивати додатна слова „К” и/или „И” или „П” за квир или испитање, тј. преиспитивање (енгл. Questioning, понекад скраћено знаком питања уместо словом) производећи варијанте ЛГБТК, ЛГБТИ и ЛГБТКИ (енгл. LGBTQ и енгл. LGBTQQ).
Редослед слова није стандардизован; поред варијација између позиција почетног „Л” или „Г” које су већ поменуте, мање уобичајена слова, ако се користе, могу се појавити готово било којим редоследом. У Шпанији се користи ЛГТБ, односно преокретање слова „Б“ и „Т“. Варијантни термини обично не представљају политичке разлике унутар заједнице, већ једноставно произилазе из тога шта појединци и групе преферирају.
Док неки људи тврде да пансексуалност, полисексуалност, омнисексуалност и сексуална флуидност потпадају под кровни термин бисексуалац (и стога се сматрају делом бисексуалне заједнице), други се не слажу и тврде да иако ти идентитети имају неке заједничке карактеристике, ипак су различити. У самој бисексуалној заједници постоји конфузија шта то значи бити бисексуалан, а шта пансексуалан и полисексуалан. Часопис Ролинг Стоун (енгл. Rolling Stone) пише да неки људи верују да се коришћењем префикса би- искључују чланови трансродне заједнице и родно неусклађене особе, да се фокус ставља на привлачност ка искључиво цисродним мушкарцима и женама и да су префикси као што су пан- и омни- (грч. πᾶν, лат. omni; срп. све) прикладнији. Други тврде да префикс означава привлачност ка два (или више) родна идентитета.
Неки користе ЛГБТ+ у значењу „ЛГБТ и сродне заједнице“. ЛГБТКИА (енгл. LGBTQIA) се понекад користи и основном термину додаје квир, међуполна (интерсексуална) и асексуална особа. Друге варијанте могу имати „Н" за несигуран (или „U” за енгл. unsure); „Р” за радознао (или „C" за енгл. curious); друго „Т” за трансвестит; „ДД” или „2" за дводуховне особе (или „TS” за енгл. two-spirited); „СС” или „С” за стрејт савезнике (или „SA” или „A” за енгл. straight allies). Укључивање стрејт савезника у ЛГБТ акроним се показало контроверзним јер су многи стрејт савезници били оптужени да користе ЛГБТ заговарање да би стекли популарност и статус у последњих неколико година, а разни ЛГБТ активисти су критиковали хетеронормативни поглед на свет одређених стрејт савезника. Неки могу додати и „П“ за полиаморију, „Х“ за ХИВ позитивне, или „О“ за остале. Иницијализам ЛГБТИХ користи се у Индији да обухвати хиџра трећи родни идентитет и сродну субкултуру. Додавање слова „Д” означава демисексуалност.
Додавање термина савезници иницијализму изазвало је контроверзу, а неки виде укључивање „савезника“ уместо „асексуалног“ као облик асексуалног брисања.
Слично ЛГБТИКА+ (енгл. LGBTIQA+) означава лезбијка, геј, бисексуалац, трансродна особа, интерсексуалац, квир/испитивање, асексуалан и многе друге термине (као што су небинарни и пансексуални). „+” после „А” може означавати друго „А” које представља савезнике (енгл. allies).
У Канади се заједница понекад идентификује као ЛГБТК2 (енгл. LGBTQ2) (лезбијка, геј, бисексуална, трансродна, квир и два духа). У зависности од тога која организација користи акроним, избор акронима се мења. Предузећа и CBC (Канадска радиодифузна корпорација) често једноставно користе ЛГБТ као замену за било коју дужи акроним, групе приватних активиста често користе ЛГБТК+, док пружаоци услуга јавног здравља фаворизују инклузивнији ЛГБТ2К+ (енгл. LGBT2Q+) да би се прилагодили аутохтоним народима. Неко време је организација Торонто прајда користила много дужи акроним ЛГБТТИКИ2СС (енгл. LGBTTIQQ2SA), али ју је одбацила у корист једноставнијег текста. Премијер Џастин Тридо је такође критикован због употребе акронима 2ДЛГБТКИИА+ (енгл. 2SLGBTQQIA+).

### Инклузија транродних
Неке групе су усвојиле термин транс* као инклузивнију алтернативу за „трансродне особе“, где се транс (без звездице) користи за описивање транс мушкараца и транс жена, док транс* покрива све не-цисродне (небинарне) идентитете, укључујући трансродне, транссексуалне, трансвестите, џендерквир, родно колебљиве, небинарне, ародне, дводуховне и двородне особе, трећи род и транс мушкарце и транс жене. Исто тако, термин транссексуалац обично потпада под кровни термин трансродна особа, али неки транссексуалци се противе томе.

### Инклузија међуполних
Они који додају међуполне особе у ЛГБТ групе или организације могу користити проширени иницијализам ЛГБТИ или ЛГБТИК.
Однос интерсексуалаца према лезбијским, геј, бисексуалним, транс и квир заједницама је сложен, али се интерсексуалне особе често додају у ЛГБТ категорију како би се створила ЛГБТИ заједница. Неки међуполни људи преферирају иницијализам ЛГБТИ, док би други радије да не буду укључени као део термина. Еми Којама описује како укључивање интерсполних особа у ЛГБТИ може да негира адресирање питања људских права специфичних за међуполне особе, укључујући стварање лажног утиска „да су права међуполних особа заштићена“ законима који штите ЛГБТ особе, и пропуштање да се призна да многе међуполне особе нису део ЛГБТ заједнице. Организација Интерсекс људска права Аустралије наводи да неке интерсексуалне особе привлаче истополне особе, док су друге хетеросексуалне, али да „ЛГБТИ активизам се борио за права људи који су изван очекиваних бинарних полних и родних норми“. Џулијус Кагва, активиста за интерсекс и трансродна права из организације Иницијатива за подршку људима са атипичним развојем пола (енгл. Support Initiative for People with atypical sex Development (SIPD)) је написао да, „иако нам геј заједница нуди место релативне безбедности, она такође не схвата наше специфичне потребе“.
Бројне студије су показале веће стопе истополне привлачности код интерсексуалних особа, са аустралијском студијом објављеном 2016. о особама рођеним са атипичним полним карактеристикама која је открила да 52% испитаника није хетеросексуално, стога је истраживање интерсексуалних субјеката коришћено за истраживање начина превенције хомосексуалности. Као искуство рођења са полним карактеристикама које се не уклапају у друштвене норме, међуполност је термин другачији од трансродности, док су неке интерсексуалне особе и интерсексуалне и трансродне.

### Значење слова акронима
| Симбол              | Симбол       | Значење                                                |
| на српској ћирилици | на енглеском | Значење                                                |
| ------------------- | ------------ | ------------------------------------------------------ |
|                     |              | Лезбијка                                               |
|                     |              | Геј                                                    |
|                     |              | Бисексуалност                                          |
|                     |              | Трансродност                                           |
| Трансвеститизам     |              |                                                        |
| Транссексуалност    |              |                                                        |
| или                 | или          | Транс*                                                 |
|                     |              | Квир                                                   |
| или ?               | или ?        | Испитивање или преиспитивање                           |
|                     |              | Интерсполност                                          |
|                     |              | Асексуалност                                           |
| Аромантичност       |              |                                                        |
| Ародност            |              |                                                        |
|                     |              | (Стрејт) савезник                                      |
|                     |              | Дводушност                                             |
|                     |              | Несигурност                                            |
|                     |              | Хиџра                                                  |
| ХИВ позитивни       |              |                                                        |
|                     |              | Полиаморија                                            |
| Пансексуалност      |              |                                                        |
| Полисексуалност     |              |                                                        |
|                     |              | Остали                                                 |
| Омнисексуалност     |              |                                                        |
| +                   | +            | Сви који не спадају под слова наведена у акрониму      |
| +                   | +            | Сродне заједнице                                       |
| +                   | +            | Ако долази после слова „А”, може да означава савезнике |

## Критика термина
Са иницијализмима ЛГБТ или ГЛБТ се не слажу сви које они обухватају. На пример, неки тврде да трансродни и транссексуални циљеви нису исти као код лезбијки, хомосексуалаца и бисексуалних (ЛГБ) особа. Овај аргумент се усредсређује на идеју да трансродност има више везе са родним идентитетом, или разумевањем особе да ли је или није мушкарац или жена, без обзира на њихову сексуалну оријентацију. ЛГБ питања се могу посматрати као питање сексуалне оријентације или привлачности. Ове разлике су направљене у контексту политичке акције у којој се ЛГБ циљеви, као што су законодавство о истополним браковима и рад на  људским правима (који можда не укључују трансродне и интерсексуалне особе), могу сматрати да се разликују од трансродних и транссексуалних циљева.

Веровање у „лезбијски и геј сепаратизам“ (не мешати са сродним „лезбијским сепаратизмом“), сматра да лезбијке и геј мушкарци формирају (или би требало да формирају) заједницу која се разликује и која је одвојена од других група које су иначе укључене у ЛГБТК сферу. Иако се не чини увек да имају довољно подршке или организације да би се назвали покретом, сепаратисти су значајан, гласан и активан елемент у многим деловима ЛГБТ заједнице. У неким случајевима сепаратисти ће порицати постојање или право на једнакост бисексуалних оријентација и транссексуалности, понекад водећи јавну бифобичну и трансфобичну политику. За разлику од сепаратиста, Питер Татчел из ЛГБТ групе за људска права OutRage! тврди да би одвајање трансродног покрета од ЛГБ-а било „политичко лудило“, наводећи да:
Квирови су, као и трансродне особе, родно девијантни. Не придржавамо се традиционалних хетеросексистичких претпоставки о мушком и женском понашању, јер имамо сексуалне и емоционалне односе са истим полом. Требало би да славимо наше неслагање са мејнстрим правим нормама. [...]
Приказ свеобухватне „ЛГБТ заједнице“ или „ЛГБ заједнице“ такође не подржавају неке лезбијке, геј, бисексуалне и трансродне особе. Неки не прихватају или не одобравају политичку и друштвену солидарност, видљивост и кампању за људска права која обично иде уз то, укључујући маршеве и догађаје геј поноса. Неки од њих верују да груписање људи са нехетеросексуалном оријентацијом одржава мит да је истицање геј/лезбијског/би/асексуалног/пансексуалног/итд. идентитета нешто што чини човека горим од других људи. Ови људи су често мање видљиви у поређењу са више мејнстрим геј или ЛГБТ активистима. Пошто је ову фракцију тешко разликовати од хетеросексуалне већине, уобичајено је да људи претпостављају да сви ЛГБТ особе подржавају ЛГБТ ослобођење и видљивост ЛГБТ особа у друштву, укључујући право да се живот живи на другачији начин од већине. У књизи Анти-Геј из 1996. године, збирци есеја коју је уредио Марк Симпсон, концепт „униформног“ идентитета који је заснован на ЛГБТ стереотипима критикује се због потискивања индивидуалности ЛГБТ особа.
Пишући у BBC-јевом онлајн магазину 2014. године, Џули Биндел поставља питање да ли различите родне групе сада, „смућкане заједно“ ... „деле иста питања, вредности и циљеве?“ Биндел је предложила низ могућих нових иницијализама за различите комбинације група и закључује да је можда дошло време да се савези реформишу или да коначно сви крену крену „својим путем“. Године 2015. скован је слоган „Напустимо Т“ (енгл. Drop the T) како би се охрабриле ЛГБТ организације да престану да подржавају трансродне особе; многе ЛГБТ групе су ову кампању нашироко осудиле као трансфобичну.

## Алтернативни термини
Многи људи су покушали да пронађу генерички термин који би заменио бројне постојеће иницијализме. Речи као што су квир (кровни термин за сексуалне и родне мањине које нису хетеросексуалне или цисродне) и дуга су испробане, али већина њих није широко прихваћена.

### Квир
Квир има много негативних конотација према старијим људима који ту реч памте као исмевање и увреду и таква (негативна) употреба термина се и дан данас наставља. Многи млађи људи такође схватају да је квир политички набијенији термин од ЛГБТ.

### СРМ/РСМ
СРМ, или РСМ, скраћеница за сексуалне и родне мањине, добила је посебну популарност у владама, академијама и у медицини. Усвојен је од стране Националних института за здравље (НИЗ) у САД; Центара за медикер и медикејд услуге; и Вилијамс институт, који проучава законе и политику према СГМ. Универзитет Дјук и Универзитет Калифорније у Сан Франциску имају истакнуте здравствене програме за сексуалне и родне мањине. Један НИЗ документ препоручује термин СГМ јер укључује „оне који се можда не идентификују као ЛГБТ … или оне који имају специфично здравствено стање које утиче на репродуктивни развој“, публикација Канцеларије за менаџмент и буџет Беле куће објашњава да „Сматрамо да је СГМ инклузивнији, јер укључује особе које нису изричито референциране од стране идентитета наведених у ЛГБТ“, а владин документ Уједињеног Краљевства фаворизује СГМ јер иницијали попут ЛГБТИК+ означавају термине који, посебно изван глобалног севера, „не укључују нужно локална схватања и термине који се користе за описивање сексуалних и родних мањина“. Пример употребе ван глобалног севера је Устав Непала, који идентификује „родне и сексуалне мањине“ као заштићену класу. РСРМ се такође користи за укључивање романтичних мањина.

### Дуга
Дуга има конотације које подсећају на хипије, њу ејџ покрете и групе као што су Дугина породица или Џеси Џексонова Дугина/ЉУСЧ коалиција (енгл. Rainbow/PUSH). ИРЉ (енгл. SGL) (Истородна љубав) (енгл. same gender loving) је понекад фаворизован међу геј мушкарцима Афроамериканцима као начин да се разликују од онога што сматрају ЛГБТ заједницама у којима доминирају белци.

### Други кровни термини
Неки људи заговарају термин „мањински сексуални и родни идентитети“ (МСРИ (енгл. MSGI), скован 2000. године), како би експлицитно укључили све људе који нису цисродни и хетеросексуални; или родне, сексуалне и романтичне мањине (РСРМ) (енгл. GSRM), што експлицитније укључује мањинске романтичне оријентације и полиаморију; али ни они нису широко прихваћени. Други ретки кровни термини су Родна и сексуална различитост (РСР) (енгл. GSD), МОРИИ (енгл. MOGII) (Маргинализоване оријентације, родни идентитети и интерсекс) и МОРУИ (енгл. MOGAI) (Маргинализоване оријентације, родна усклађења и интерсекс).

### Медицина
У установама јавног здравља, МСМ („мушкарци који имају секс са мушкарцима“) се клинички користи за описивање мушкараца који имају секс са другим мушкарцима без позивања на њихову сексуалну оријентацију, а ЖСЖ („жене које имају секс са женама“) се такође користи као аналоган термин.

### МВПФАФФ
МВПФАФФ (енгл. MVPFAFF) је скраћеница за маху, вакасалевалева, палопа, фаафафине, акаваине, факалеити (леити) и факафифине. Овај термин развила је Фајлеша Браун-Актон 2010. године на конференцији о људским правима Азијско-пацифичких игара. Ово се односи на оне у заједници дугиних пасифика који се могу, али не морају идентификовати са ЛГБТ акронимом.